# Jürgen Marcus
Jürgen Marcus (Herne, 6 juni 1948 – München, 17 mei 2018) was de artiestennaam van de Duitse schlagerzanger Jürgen Beumer. Zijn bekendste platen zijn: Eine neue Liebe ist wie ein neues Leben, Ein Festival der Liebe, Ein Lied Zieht hinaus in die Welt, Komm mit - Auf die Sonnenseite der Straße, ...Davon Stirbt man nicht en Weil ich hälfte bin.

## Biografie
Marcus studeerde af als monteur. Hij begon op te treden in beatbands in zijn thuisstad. In 1967 won hij het Europafestival in Brussel. In 1968 en 1969 was hij succesvol bij het beatfestival van Recklinghausen. Eveneens in 1969 speelde hij de rol van Claude in de Duitse versie van de musical Hair. 
In 1970 nam producent Jack White de blonde zanger onder zijn vleugels. Hij bracht zijn eerste single uit, Nur du (El Condor Pasa). Daarop volgden Du bist mein ganzes Leben en Nur Liebe zählt. Zijn bekendste plaat, Eine neue Liebe ist wie ein neues Leben, dateert van 1972 en stond 15 weken lang in de Duitse top 10. Hij kwam regelmatig op televisie en trad vaak op in het cult programma ZDF-Hitparade met presentator Dieter Thomas Heck.
Bij White bracht hij 23 singles en verschillende albums uit tot hij in 1979 bij hem wegging. Top 10-hits uit die tijd waren Ein Festival der Liebe, Schmetterlinge können nicht weinen en Ein Lied zieht hinaus in die Welt, waarmee hij in 1975 aan de Duitse preselectie voor het Eurovisiesongfestival meedeed, maar waarmee hij slechts als 9de eindigde. Een jaar later waagde hij zijn kans voor Luxemburg en met het Franstalige Chanson pour ceux qui s'aiment werd hij 14de op het songfestival in Den Haag (met 17 punten).  In die tijd werden zijn hits ook veel gedraaid op de nationale publieke popzender Hilversum 3.
In de jaren 80 bracht hij nog liedjes uit, meestal covers, maar echt succes had hij er niet meer mee. 
Hij kwam in het nieuws met geruchten over zijn homoseksualiteit, die hij eerst ontkende, maar vanaf 1998 woonde hij met zijn partner en manager Nikolaus Fischer in München. In 1998 deed hij met Mach's gut bis zum nächsten Leben mee aan de Grand Prix des Schlagers, waar hij 6de werd. In 2011 verscheen er een nieuw album van hem Zeit-reif.
In juni 2013 werd zijn faillissement aangevraagd, waardoor hij nog 800 euro per maand over had om van te leven.
In april 2017 werd bekendgemaakt dat hij vanwege gezondheidsproblemen niet meer zou optreden. Hij leed sinds 2002 aan de chronische longziekte COPD. Nadat zijn gezondheidstoestand zich in 2012 duidelijk had verslechterd, trok de zanger zich uit de openbaarheid terug.
Zijn dood, midden mei 2018, werd pas op 29 mei publiekelijk bekendgemaakt. Marcus werd in besloten kring begraven. Jürgen Marcus werd 69 jaar.

## Discografie

### Singles
- 1970 Nur du (El cóndor pasa)
- 1971 Nur Liebe zählt
- 1972 Eine neue Liebe ist wie ein neues Leben
- 1973 Ein Festival der Liebe
- 1973 Schmetterlinge können nicht weinen
- 1973 Ein Lied zieht hinaus in die Welt
- 1974 Grand Prix d′amour
- 1974 Irgendwann kommt jeder mal nach San Francisco
- 1975 Auf dem Karussell
- 1975 Komm mit auf die Sonnenseite der Straße
- 1975 Ein Engel der mich liebt
- 1976 Der Tingler singt für euch alle
- 1976 Auf dem Bahnhof der vielen Gleise
- 1976 Die Uhr geht vor – Du kannst noch bleiben
- 1977 Lass mich doch raus aus meiner Jacke
- 1977 Das weiß die ganze Nachbarschaft
- 1978 Was hast du heute Abend vor
- 1978 Davon stirbt man nicht
- 1979 Schlaf heute hier
- 1980 Ein Lächeln
- 1980 Unser Leben
- 1981 Engel der Nacht
- 1981 Wenn du liebst
- 1982 Ich würde gerne bei dir sein
- 1982 Das Lied vom Glücklichsein
- 1983 Ich lieb dich mehr
- 1986 Ich hab dich gesehen
- 1987 Die Sterne lügen nicht
- 1988 Liberation Day
- 1989 Schau was Liebe ändern kann
- 1998 Mach′s gut bis zum nächsten Leben
- 2004 Nochmal mit dir
- 2004 Ich glaub an die Welt
- 2005 Ich bereue nichts
- 2005 Geh mit der Sonne

### Albums
- 1972 Heut' hau'n wir auf die Pauke (Schlagerfilm met Jack White)
- 1973 Ein Festival der Liebe
- 1974 Der Grand Prix d′amour
- 1975 Premiere
- 1975 Ein Lied zieht hinaus in die Welt
- 1976 Ich bin Jürgen
- 1976 Der Tingler singt für euch alle
- 1977 Das weiß die ganze Nachbarschaft
- 1977 Die Uhr geht vor – du kannst noch bleiben
- 1978 Jürgen Marcus
- 1979 Ein Teil von mir
- 1980 Portrait
- 1981 Engel der Nacht
- 1982 Ich will dich so wie du bist
- 2004 Ich glaub an die Welt
- 2006 Tausend Lichter, tausend Kerzen
- 2008 Für immer
- 2009 Die grossen Erfolge
- 2010 Das Beste
- 2011 Zeit-reif

- Bibliothèque nationale de France: cb14015585q (data)
- Gemeinsame Normdatei: 11857762X
- International Standard Name Identifier: 0000 0000 5516 7239
- Library of Congress Control Number: no00049218
- MusicBrainz: d83a9619-a36d-409a-b463-913c09ebfd1d
- Virtual International Authority File: 25394692
- WorldCat: E39PBJxd6jp6K9cRdB9HMxrjG3

1956: Michèle Arnaud + Michèle Arnaud · 
1957: Danièle Dupré · 
1958: Solange Berry · 
1960: Camillo Felgen · 
1961: Jean-Claude Pascal · 
1962: Camillo Felgen · 
1963: Nana Mouskouri · 
1964: Hugues Aufray · 
1965: France Gall · 
1966: Michèle Torr · 
1967: Vicky Leandros · 
1968: Chris Baldo & Sophie Garel · 
1969: Romuald · 
1970: David Alexandre Winter · 
1971: Monique Melsen · 
1972: Vicky Leandros · 
1973: Anne-Marie David · 
1974: Ireen Sheer · 
1975: Geraldine · 
1976: Jürgen Marcus · 
1977: Anne-Marie Besse · 
1978: Baccara · 
1979: Jeane Manson · 
1980: Sophie & Magaly · 
1981: Jean-Claude Pascal · 
1982: Svetlana · 
1983: Corinne Hermès · 
1984: Sophie Carle · 
1985: Margo, Franck, Diane, Ireen, Malcolm & Chris · 
1986: Sherisse Laurence · 
1987: Plastic Bertrand · 
1988: Lara Fabian · 
1989: Park Café · 
1990: Céline Carzo · 
1991: Sarah Bray · 
1992: Marion Welter & Kontinent · 
1993: Modern Times · 
2024: Tali · 
2025: Laura Thorn